# Charles Havelock Taylor
Charles Havelock Taylor (1859-1953) est un entrepreneur et hydraulicien autodidacte canadien, à l'origine de la résurrection, au début du XXe siècle, de la technologie de la trompe hydraulique. Ses trompes, optimisées pour produire de l'air comprimé pour l'industrie, sont les plus puissantes jamais construites et ont motivé une recherche scientifique soutenue jusqu'à la fin des années 1930. L’intérêt pour cette technologie s'estompe alors progressivement, la dernière des trompes de Taylor s'arrêtant en 1981, après 72 ans de fonctionnement.

## Biographie
Charles Havelock Taylor naît le 20 janvier 1859 à Chatham (Nouveau-Brunswick), de Mary (Palmer) Taylor (1820-1906) et Charles Taylor (1817-19??). Il est le huitième enfant, mais le premier garçon de la famille. Celle-ci descend des premiers colons britanniques qui sont arrivés à New York en 1710, et qui, comme beaucoup de loyalistes  à l'issue de la guerre d'indépendance des États-Unis, ont migré vers le Canada.
Son père, constructeur de scieries, fait déménager sa famille au gré des chantiers. Cette vie itinérante a affecté sa scolarité : on n'en a guère de trace, sinon qu'il a été scolarisé à La Matapédia et à Kedgwick. À 12 ans, sa famille déménage à Lévis. Mais l'école est de l'autre coté du fleuve Saint-Laurent, qui ne peut être traversé de manière sûre qu'en hiver. Il y valide le 6e grade (année de scolarité réalisée à 11–12 ans) avant d'arrêter définitivement l'école.
En 1876, alors qu'il a 17 ans, sa famille déménage à Montréal, où son père vient de décrocher un contrat pour creuser une section du canal de Lachine. C'est là qu'il montre sa capacité à mettre en œuvre des solutions techniques originales. Il propose d'assurer le pompage de l'eau en fond de fouille pour 20 dollars par jour, alors que la méthode traditionnelle de pompage utilisait des machines à vapeur dont le coût de fonctionnement est bien supérieur à cette somme. Il installe un siphon qui lui permet de gagner généreusement sa vie.
En 1880, Charles épouse Helen Maria Pye (1866-1929), qui lui donne 3 enfants. Installé à Montréal, il y construit et fait fonctionner la première blanchisserie à vapeur de la ville. Plus tard, avec deux associés, il établit une fabrique de patins, concevant lui-même les machines et les patins.
La carrière professionnelle de Charles s'oriente cependant rapidement vers le milieu minier. Au début des années 1880, il commence une mission de 10 ans d'enquêteur minier (Mining Claim Investigator) dans l'entreprise appartenant à son oncle, la Howard Watch Company de New York. Il se constitue une collection d’échantillons de roches : ce métier devient, avec la photographie, un de ses loisirs. Vers 1890, il découvre un filon aurifère à Madoc, en Ontario, qu'il exploite quelques années avant de revendre la mine. Il s'associe également pour exploiter un gisement d'actinote destinée à la fabrication de fibrociment pour des toitures, dont il conçoit et brevette les broyeurs.
En 1905, la famille quitte Montréal pour Haileybury, où Charles construit la trompe hydraulique des Ragged Chutes qui alimente des mines d'argent de Cobalt. Pourtant, en 1910, Charles rencontre, lors d'un voyage en Angleterre, Gertude Mabel Morgan. Il l'amène avec lui au Canada pour lui servir de bonne, mais son statut de maîtresse est déjà une évidence. Il l'épouse à Buffalo en 1911, et le couple s'installe à Toronto. 6 enfants naîtront de cette seconde union,.
La Première Guerre mondiale est perçue par Taylor comme une opportunité. Ses réflexes d'entrepreneur l'amènent à participer activement à l'effort de guerre britannique et à abandonner le développement des trompes hydrauliques. Il loue 5 ateliers à Toronto, dans lesquels il fait fabriquer de l'équipement militaire. Il fournit notamment l'armée en caissons d'artillerie et en fusées d'artillerie. Les machines qu'il utilise sont en partie conçues par lui-même, ce qui lui permet d'être plus compétitif que bien des concurrents. À la fin de la guerre, sa fortune personnelle s'est notablement accrue.
Taylor décède à son domicile, à Toronto, le 26 octobre 1953, à 94 ans. Il est enterré au Pine Hills Cemetery.

## Les trompes de Taylor

### Historique
En 1895, pendant la construction d'un barrage à Buckingham, au Québec, Taylor remarque que l'eau évacuée par le déversoir se jetait sous la banquise, emportant avec elle une grande quantité d'air qui était piégé entre l'eau et la glace. Cet air accumulé formait des dômes de glace et, en en cassant un avec un tuyau, Taylor constate que cet air piégé est sous pression. Cette découverte triviale l'interpelle et il entrevoit le potentiel d'une invention qui exploiterait ce phénomène. Il étudie le phénomène dans son hangar de Montréal, en faisant couler une émulsion d'eau et d'air dans un tube en verre. Un prototype lui permet de démontrer la faisabilité, et après l'avoir présenté à quelques investisseurs, il fonde la Taylor Air Compressor Company avec les fonds collectés.
Taylor construit sa première trompe de Taylor en 1896. Elle alimente l'usine de textile de Magog, au Canada. L'énergie qu'elle fournit est largement suffisante pour les besoins de l'usine, et l'invention reçoit une publicité importante. Cette trompe a alimenté l'usine jusqu'en 1953, mais est restée opérationnelle jusque dans le milieu des années 1970, lorsqu'une modernisation des outils de l'usine la rend inutile.

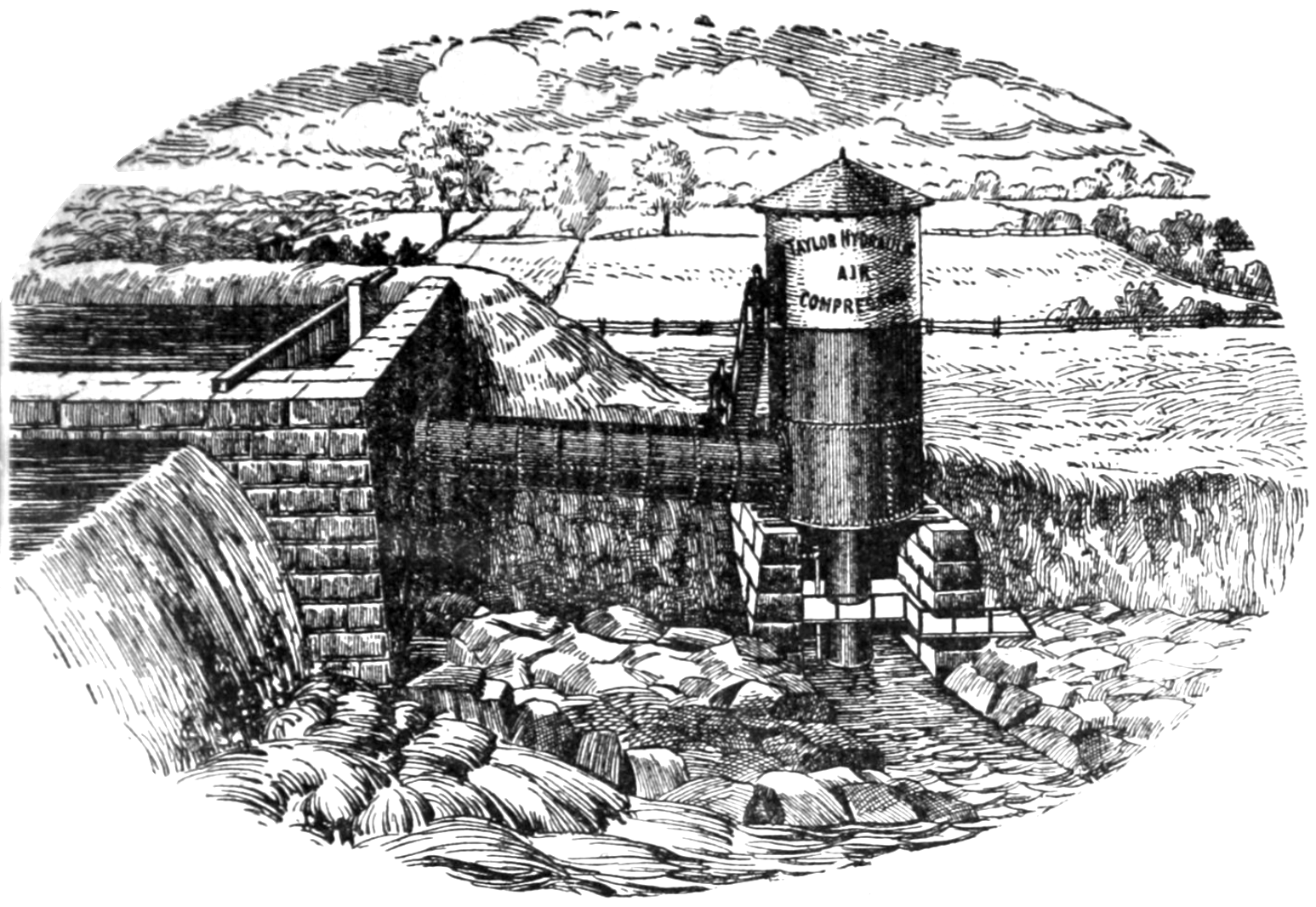
Croquis de la trompe de l'usine de textile de Magog, alimentée par une conduite forcée.
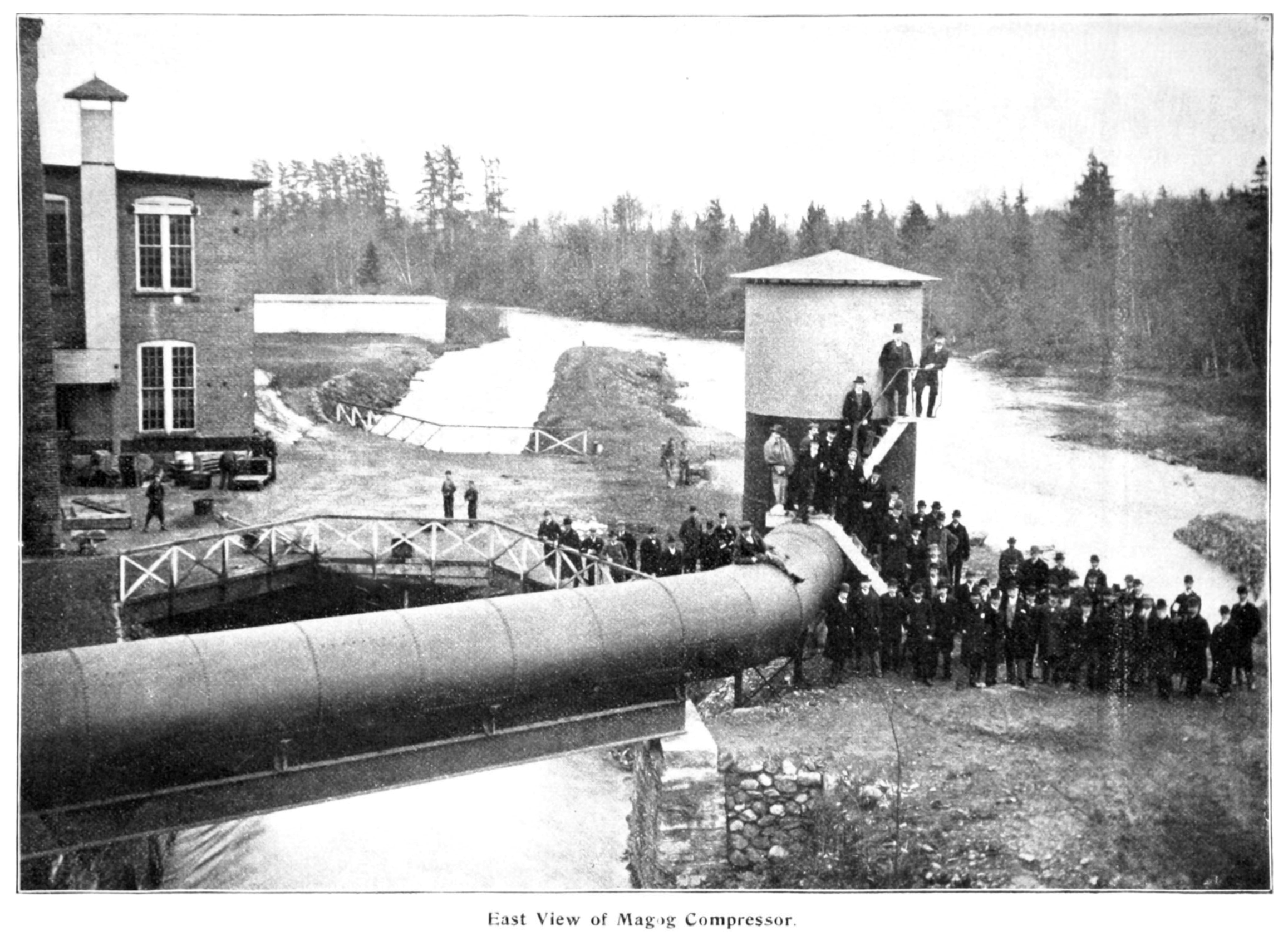
La tête de la trompe en 1897.
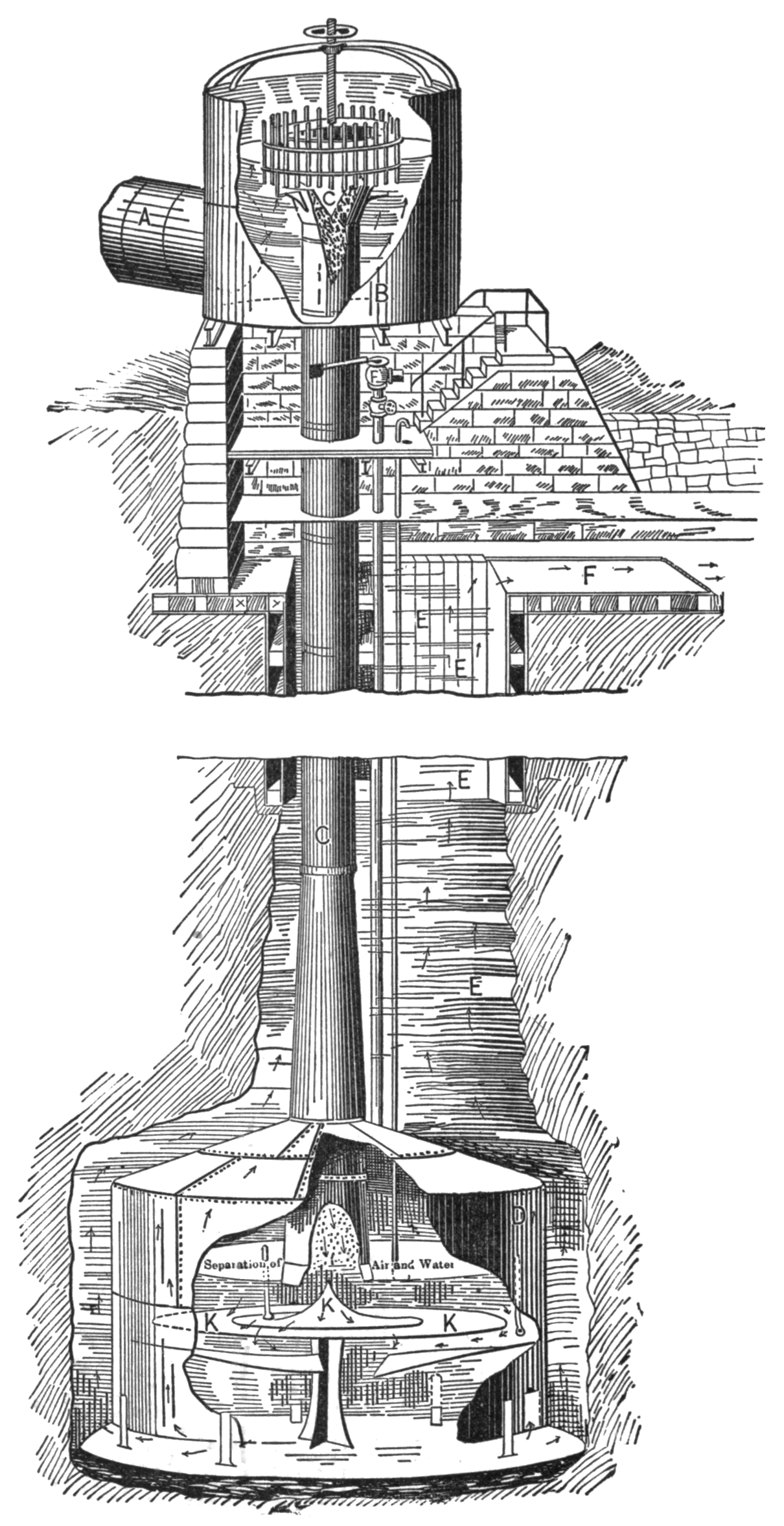
Disposition générale de la trompe, noyée dans un puits unique.

En 1898, Taylor construit une trompe pour alimenter une quinzaine de mines à Ainsworth. En 1906, elle alimente 16 mines de plomb et de zinc grâce à un réseau de conduites dont la longueur cumulée atteint 3,44 km. Mais l'installation était surtout destinée à alimenter la mine de cuivre de Kaslo. Or l'extension du Great Northern Railway devant desservir cette mine n'est pas construite, et celle-ci ferme en 1911. À cette date, la trompe fonctionne encore. Les petites mines voisines de plomb et de zinc n’assurant pas une rentabilité satisfaisante, Taylor, qui cette fois-ci a financé lui-même, via sa Kootney Air Supply Company, les 60 000 $ liés à la construction de la trompe, enregistre une perte importante sur cette affaire. La trompe ferme peu après la mine de Kaslo et, laissée à l'abandon, la superstructure s'effondre en 1916.

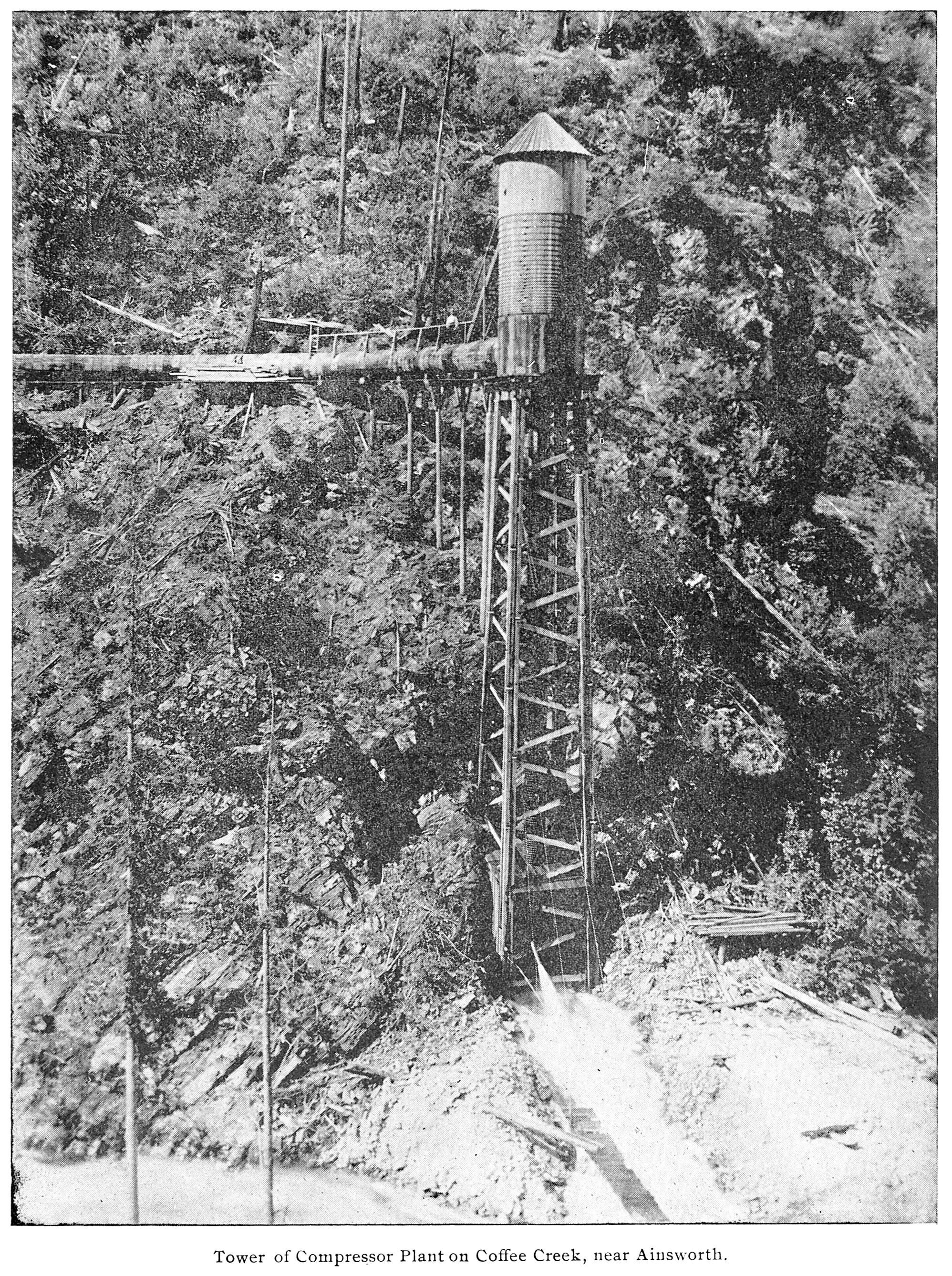
La trompe d'Ainsworth en 1906.
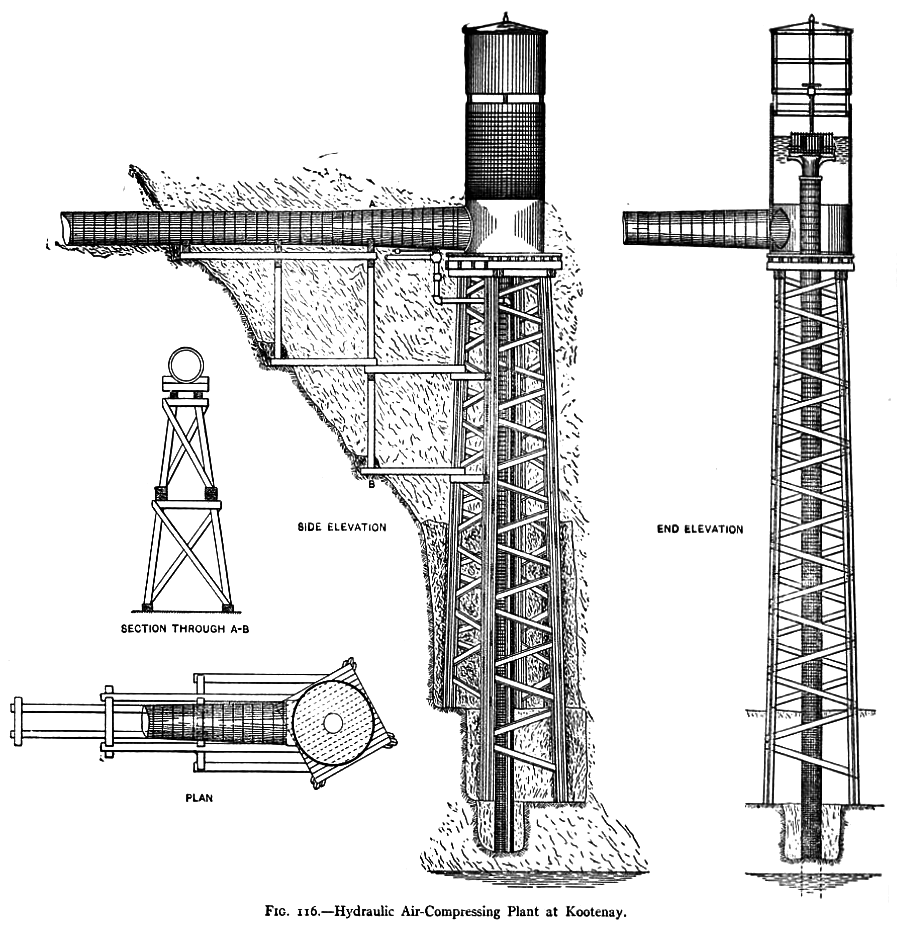
Plan de la trompe d'Ainsworth. 1/3 de la hauteur totale est en superstructure, le reste est enterré.
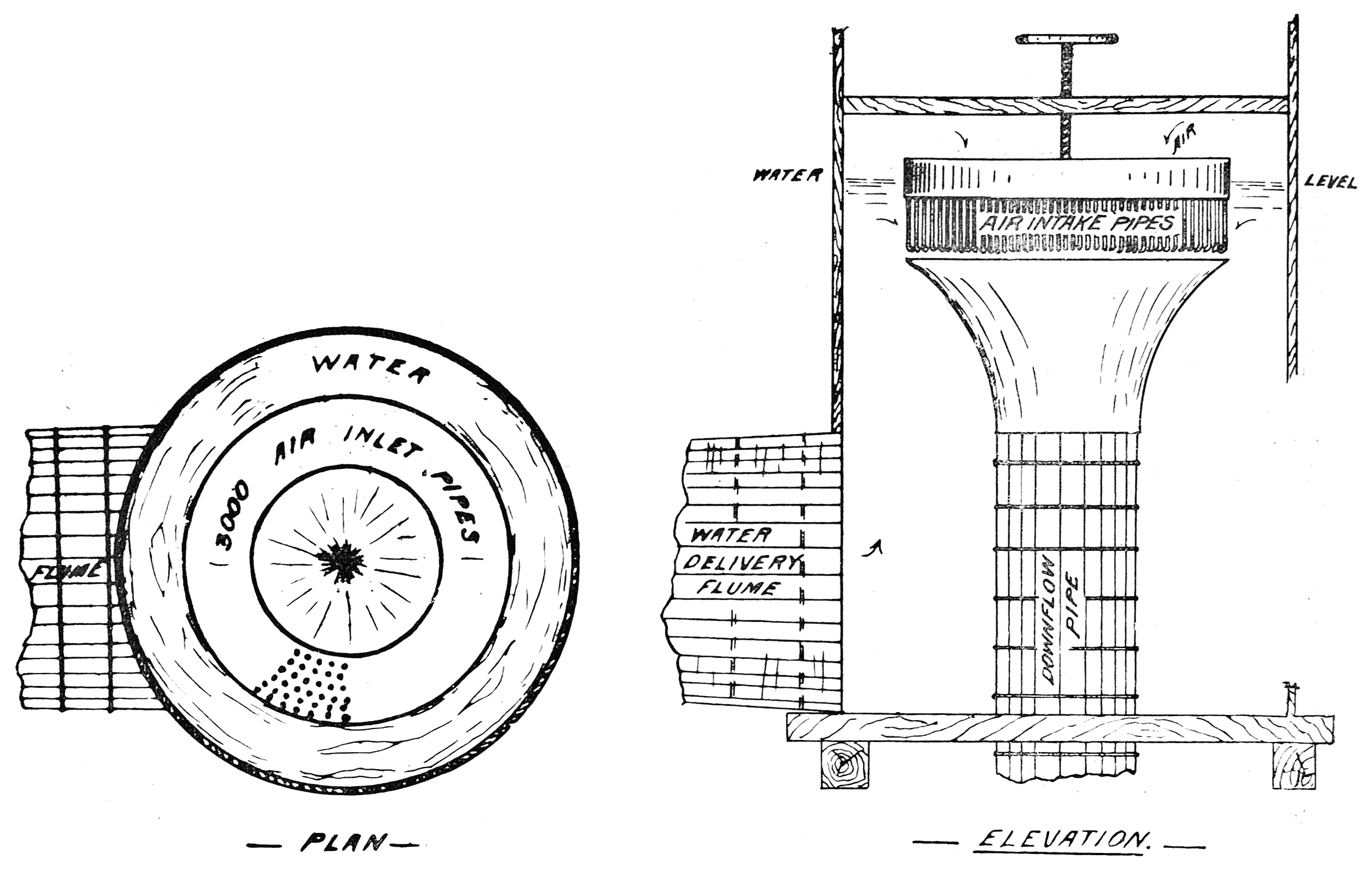
Détails de conception de la prise d'air.

En 1901, Taylor construit un 4e compresseur dans la chaîne des Cascades (État de Washington). Sa conception est similaire à celui d'Ainsworth, à l’exception notable qu'il est intégralement construit en superstructure. Peu d'informations ont été communiquées au sujet de cette installation, dont la date d'arrêt n'a pas été identifiée. La technologie développée par Taylor devient à la mode : en 1902,  J. H. Shedd et W. O. Webber mettent en service une trompe à Norwich (Connecticut) pour un usage général, pendant qu'en Allemagne, une série de prototypes est construite, précédant la mise en service de plusieurs petites trompes industrielles.
En 1904, la petite trompe intégrée à la maçonnerie de l'écluse-ascenseur de Peterborough, à Peterborough, sur la voie navigable Trent-Severn participe à la restauration de ses finances. Elle cesse d'être utilisée en 1967.

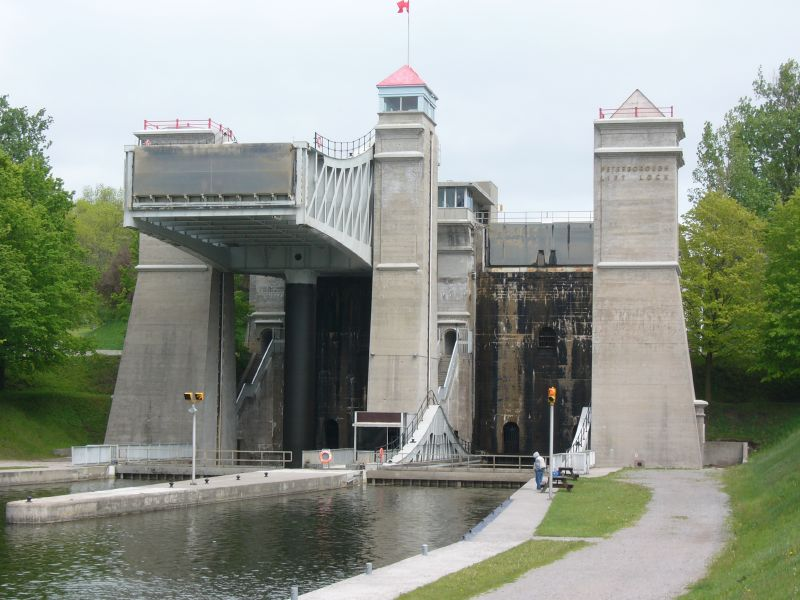
L'écluse-ascenseur de Peterborough de nos jours.
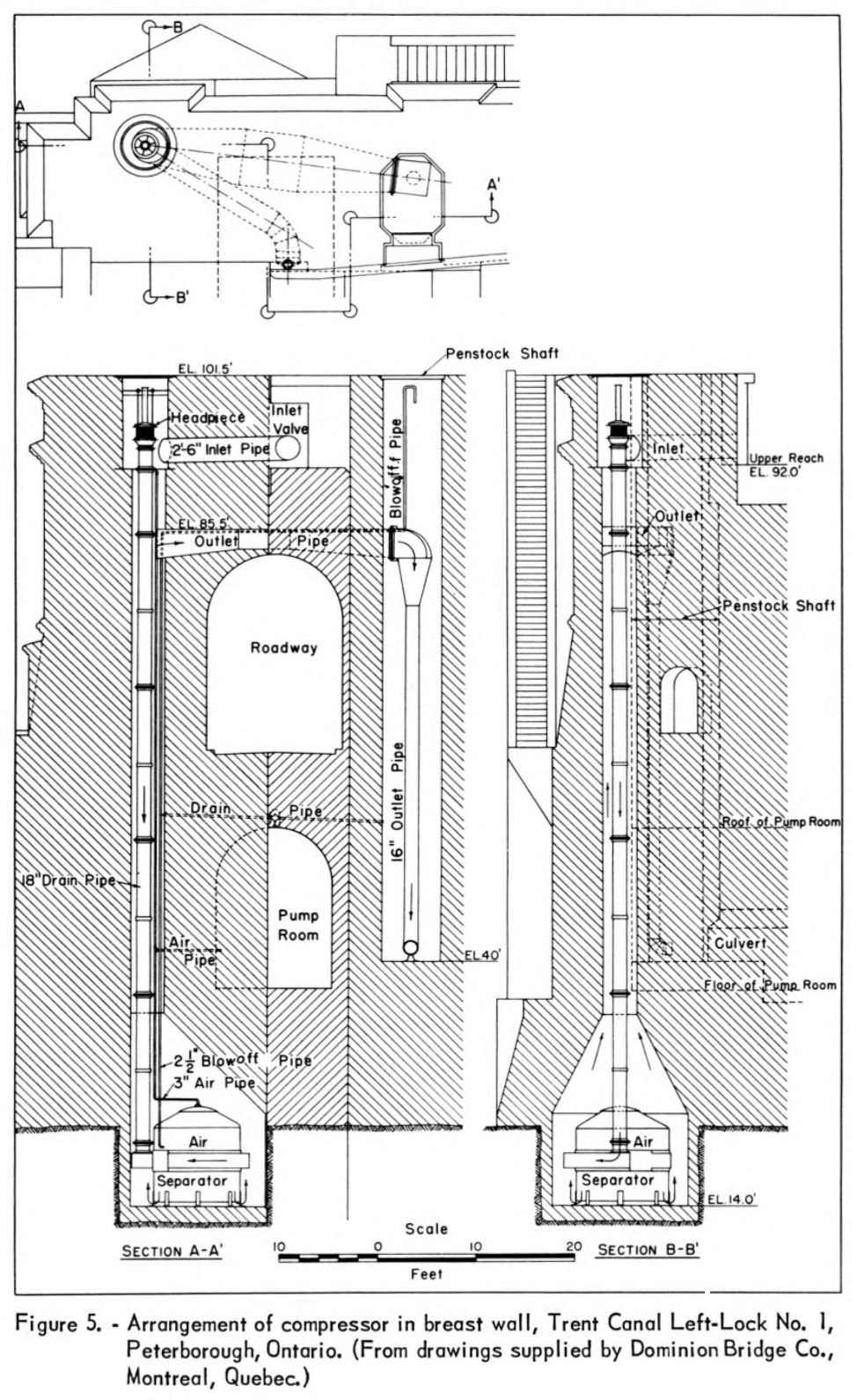
Disposition du compresseur dans la paroi de l'ascenseur à bateau.
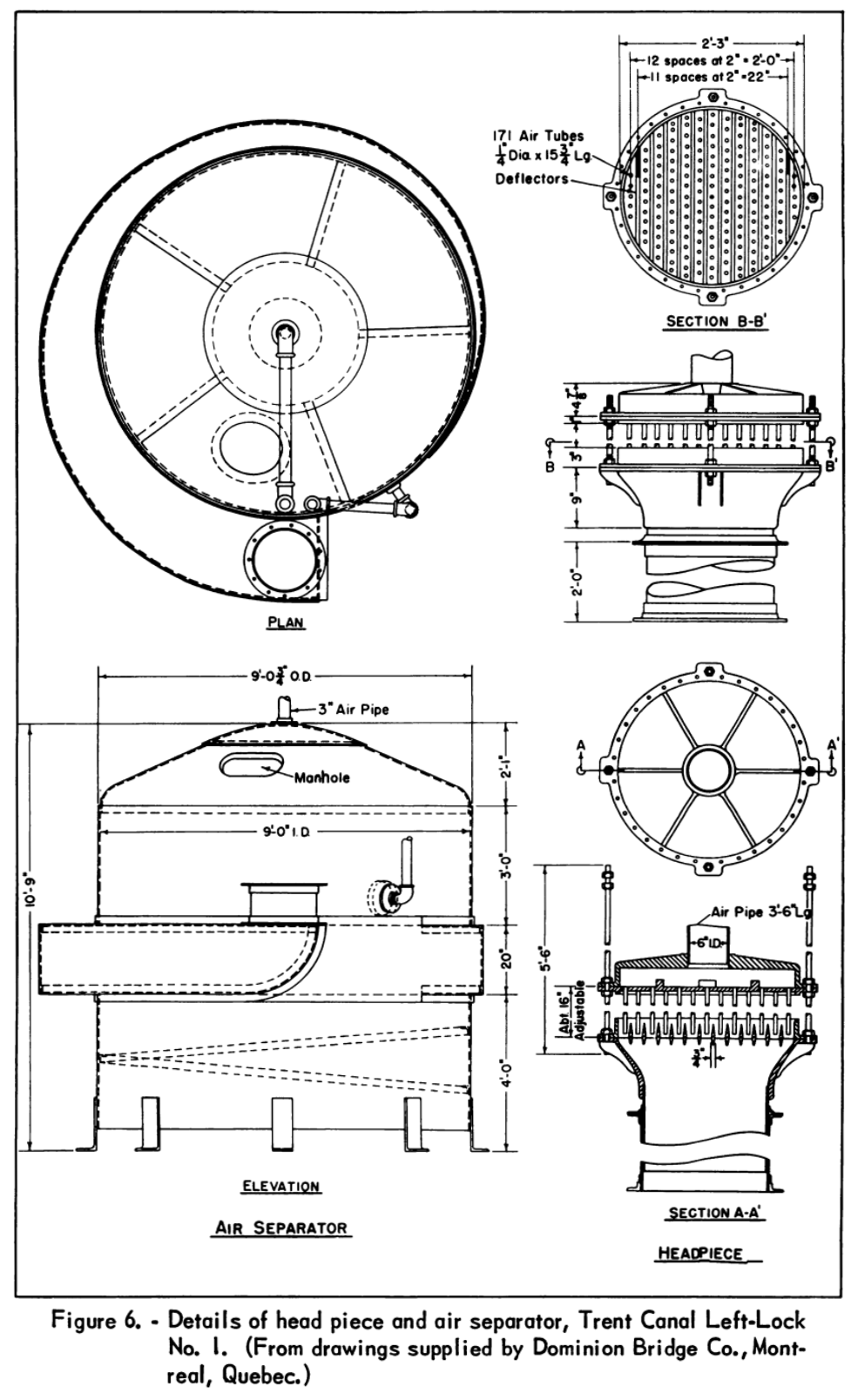
Détails de la prise d'air et du dévésiculeur.

Puis, en 1906, Taylor construit une autre trompe aux États-Unis pour alimenter la Mine Victoria, dans le pays du cuivre. Celle-ci coûte une somme assez considérable, 440 000 $, mais produit la puissance nécessaire aux machines jusqu'à la fermeture de la mine, en 1921.

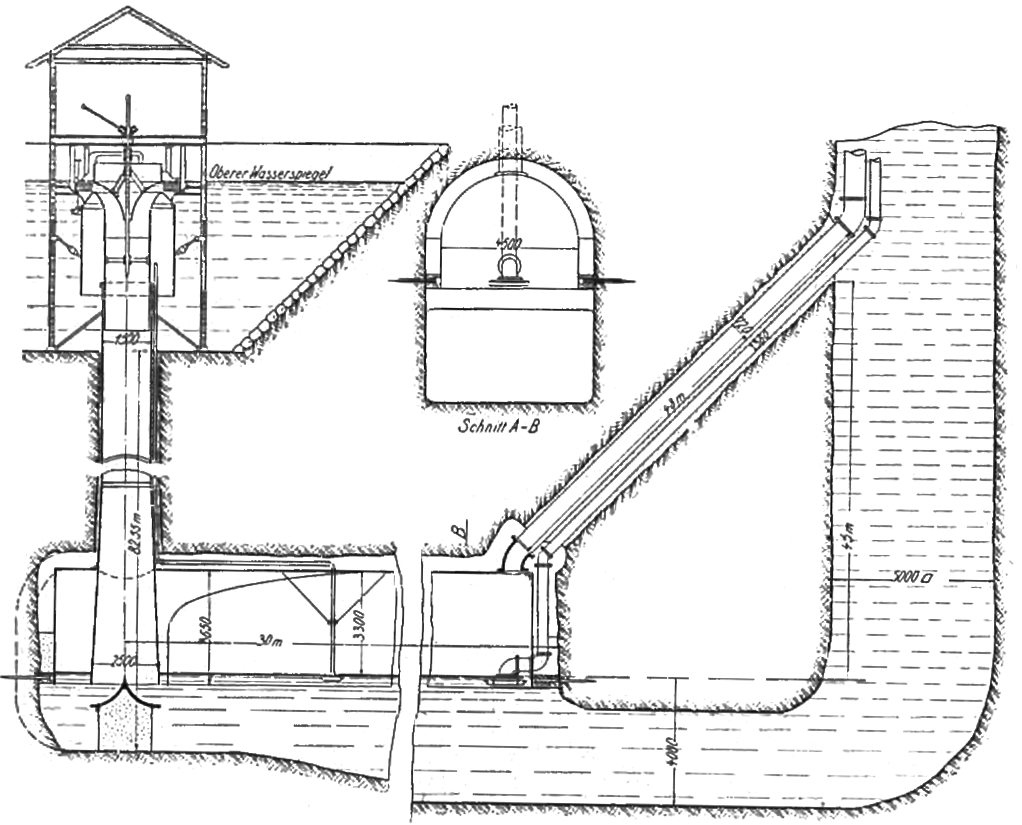
Plan de la trompe de la Mine Victoria. Les longues portions droites sont tronquées.
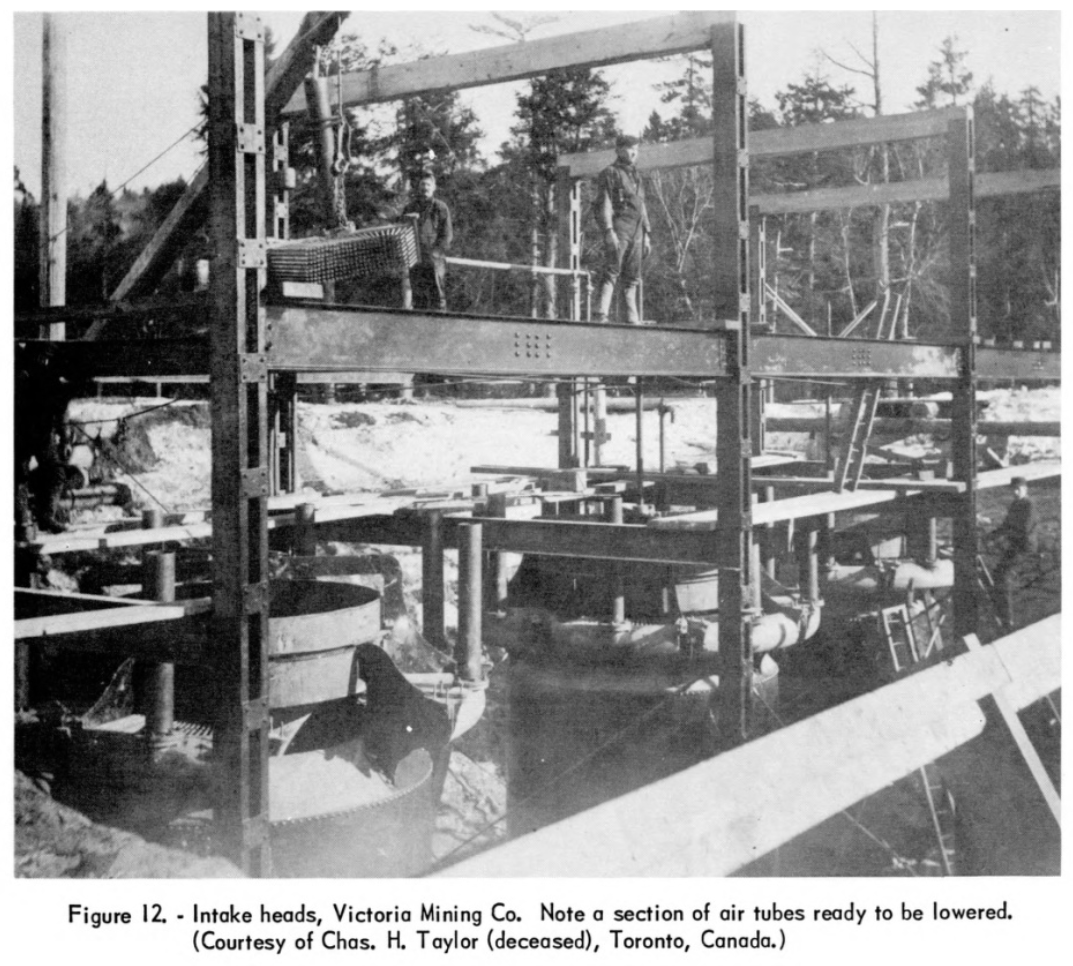
Montage des prises d'air.
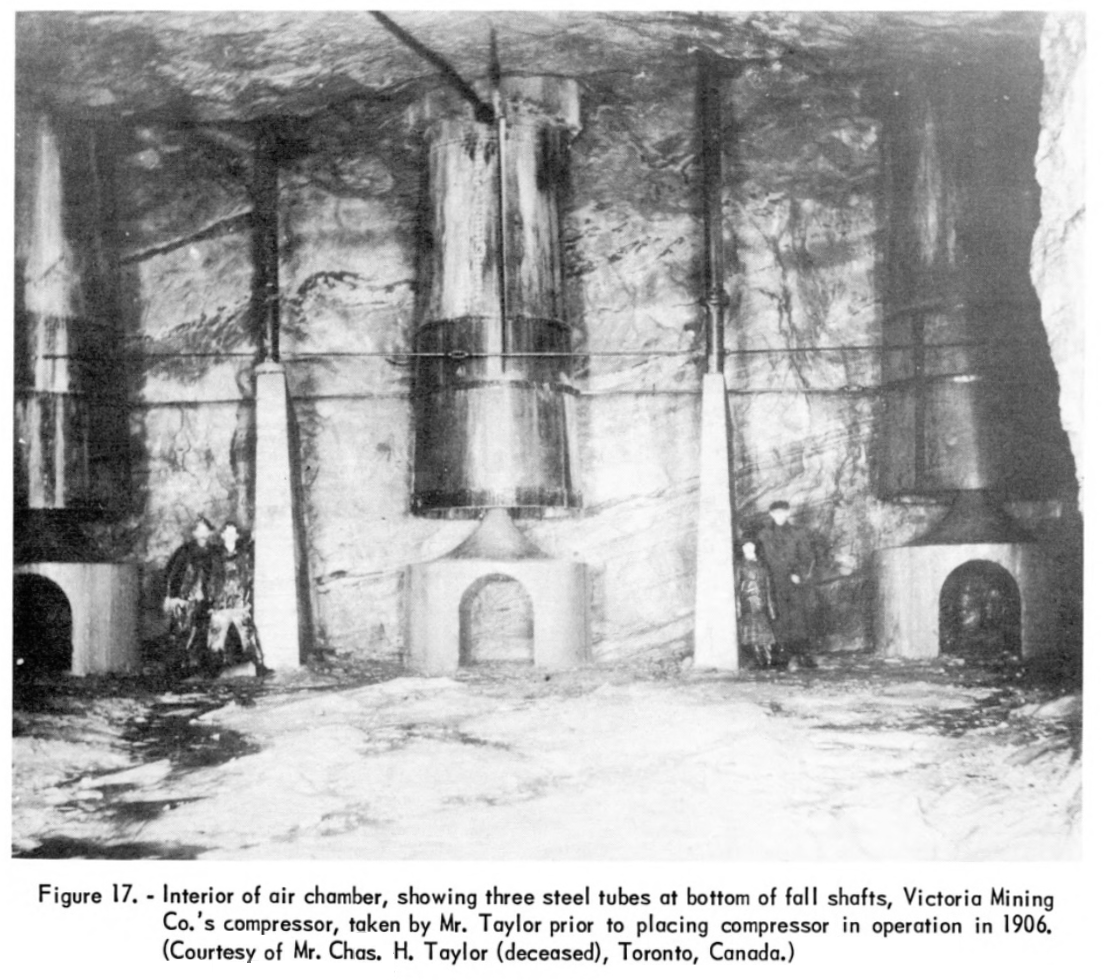
Arrivée des descentes d'eau dans la galerie souterraine de tranquilisation.

En 1910, Taylor met en service sa 9e trompe. Exploitant les Ragged Chutes de la rivière Montréal, près de Cobalt, elle alimente les foreuses pneumatiques utilisées dans les mines voisines. Un barrage en béton de 183 m (600 pieds) de long l'alimente. L'air comprimé est distribué par un long réseau de conduites : la ligne principale sortant de l'installation, longue de 13,7 km (8,5 miles), est constituée de tubes en acier sans soudure importés d'Allemagne, de 51 cm (20 pouces).
La construction de cette trompe coûte 1 million de dollars. Taylor se mue en voyagiste pour les financiers qu'il doit convaincre de s'engager dans l'aventure. Cette trompe est la plus puissante jamais construite et elle fonctionne jusqu'en 1981, avec seulement deux arrêts d'entretien. Ses vestiges, propriété de Canadian Hydro qui utilise la chute d'eau dans un barrage hydroélectrique, sont encore visibles.

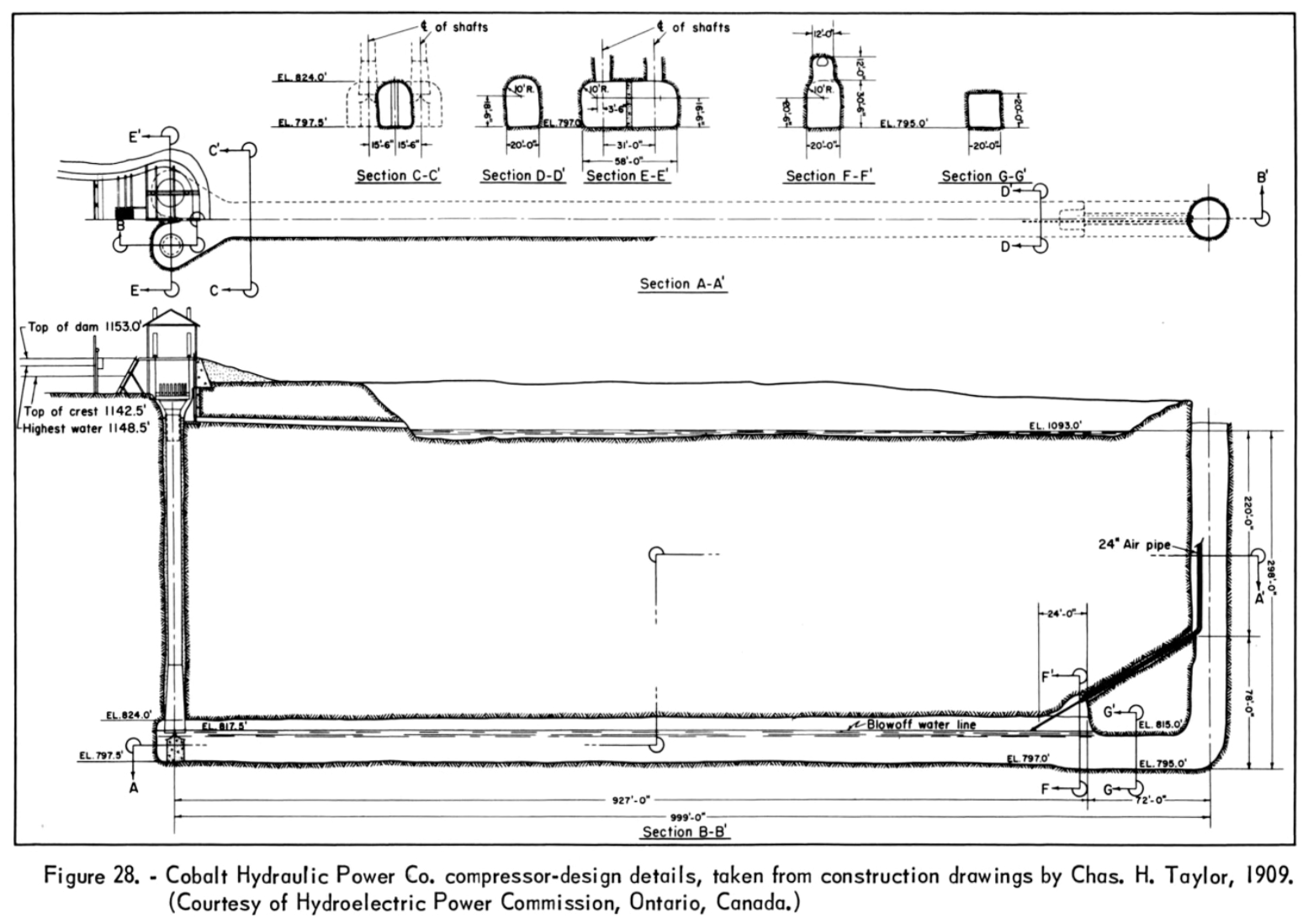
Plan d'ensemble de la trompe des Ragged Chutes.
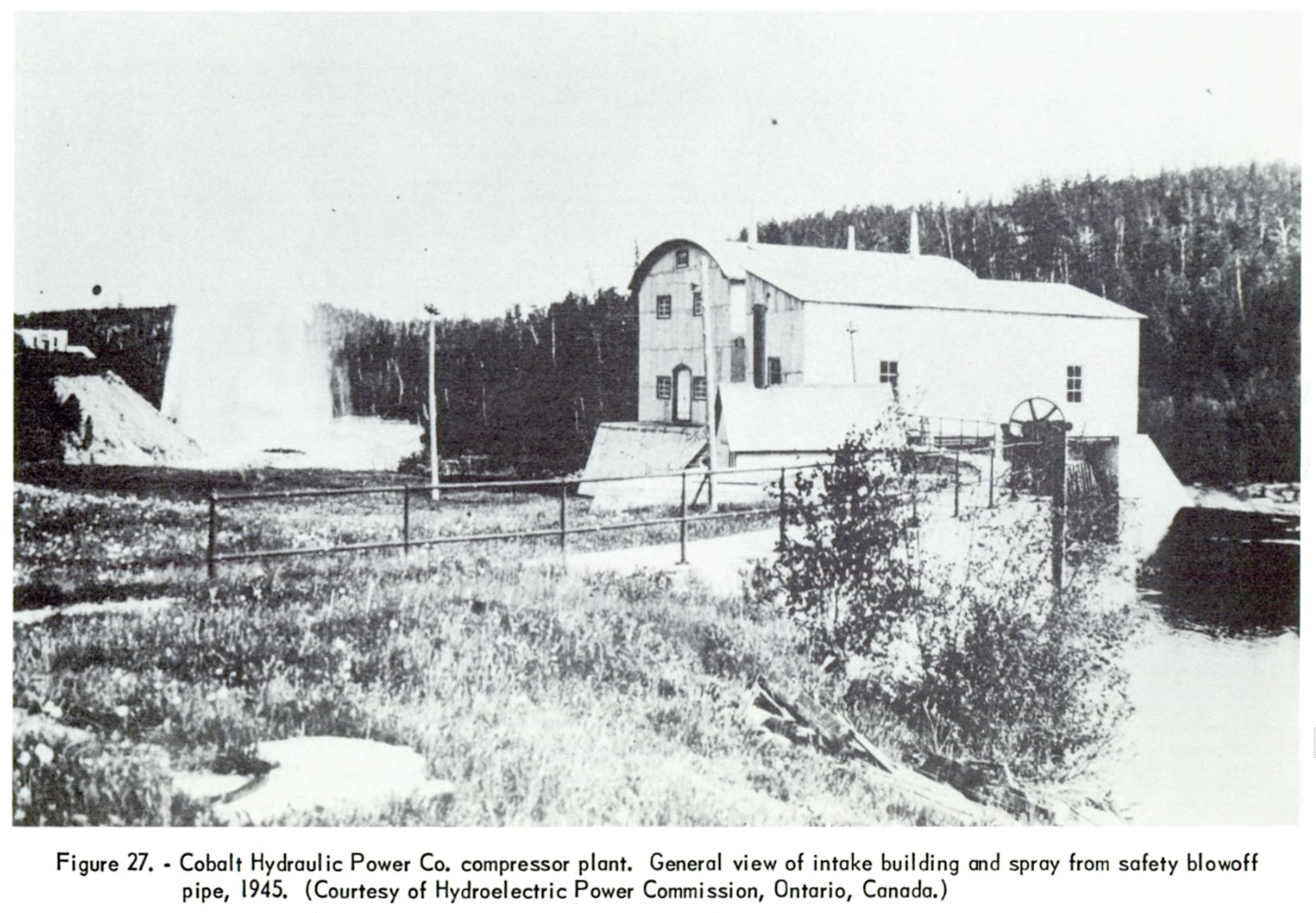
Le bâtiment des prises d'air et, en arrière-plan, le geyser de la soupape de décharge.
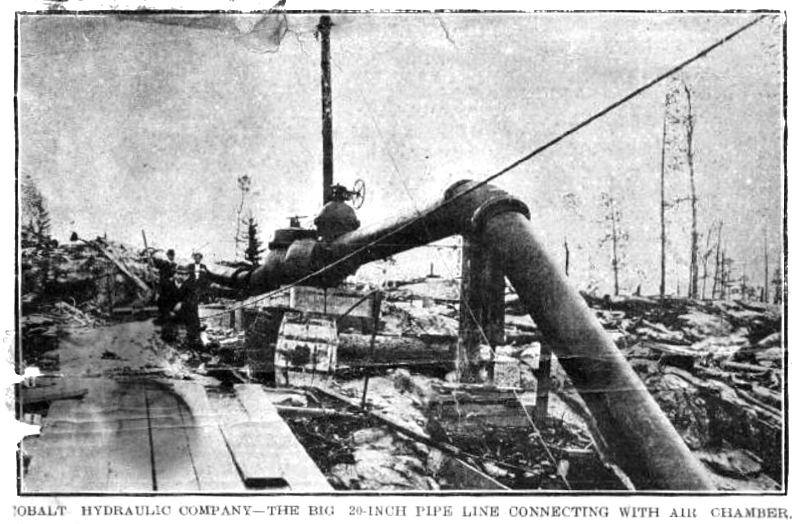
La conduite de 20 pouces venant de la chambre de tranquilisation.

### Liste des trompes construites par C. H. Taylor
| Lieu                   | Alimentation en eau         | Date mise en service | Date d’arrêt   | Puissance annoncée | Utilisation de l'air comprimé                                                                        |
| ---------------------- | --------------------------- | -------------------- | -------------- | ------------------ | --- |
| Magog                  | Rivière Magog               | 1896                 | années 1970    | 83,29 kW           | Usine de textile de Magog.                                                                           |
| Ainsworth,             | Coffee Creek                | 1898                 | peu après 1911 | 447 kW             | Machines de 16 mines de plomb et de zinc, connectées à la trompe par un réseau de 3,44 km de tuyaux. |
| Chaîne des Cascades    |                             | 1901                 |                | 149 kW             | Quoique décrite avec précision, la trompe pourrait n'avoir jamais été construite.                    |
| Peterborough           | Voie navigable Trent-Severn | 1904                 | 1967           | 33,5 kW            | Intégrée à l'écluse-ascenseur de Peterborough.                                                       |
| Rockland Township      | Ontonagon                   | 1906 1929            | 1921 1930      | 3 200 kW           | Machines de la Mine Victoria. Sert brièvement en 1929 pour la construction du barrage Victoria.      |
| Ragged Chutes (Cobalt) | Rivière Montréal            | 1909                 | 1981           | 4 100 kW           | Machines de 25 mines d'argent, connectées à la trompe par un réseau de 100 milles de tuyaux.         |